# Skrapež (rivière)
Pour les articles homonymes, voir Skrapež.
Le Skrapež (en serbe cyrillique : Скрапеж) est une rivière de l'ouest de la Serbie et un affluent gauche de la Đetinja. 

## Géographie
Sa longueur est de 47,7 km
Elle fait partie du bassin versant de la mer Noire et son propre bassin couvre une superficie de 630 km2
Le Skrapež naît de plusieurs ruisseaux qui prennent leur source sur les pentes méridionales du mont Bukovik et sur les pentes méridionales du mont Povlen, le plus haut sommet des montagnes de Valjevo. Elle traverse le poljé de Požega. Son affluent gauche le plus long est la Dobrinjska reka et son principal affluent droit est la Lužnica.